# Makijivka
Makijivka (ukrajinsky Макіївка), známější spíše pod ruským názvem Makejevka (Макеевка) je průmyslové město na východoukrajinském Donbasu. Leží ve střední části Doněcké oblasti, přibližně 20 km severovýchodně od Doněcku, s nímž téměř splývá a tvoří prakticky jeho předměstí. Město je rozděleno na 5 rajónů.

## Dějiny
Území bylo osídleno nepřetržitě od mladšího paleolitu: na 147 archeologických lokalitách byly zdokumentovány nálezy hmotné kultury a 75 mohyl (kurganů). Vystřídaly se zde kmeny Skytů, Sarmatů, Kumánů a další. V 17. století jí i teritoriu Bachmutu vládl Tatarský chanát, který byl poražen v letech 1735-1739 v rusko-tatarské válce a bezejmenná osada roku 1777 připojena k Ruskému impériu. Zemědělský statek zde byl pronajat kozákovi jménem Makejev (Makijev), po němž bylo sídlo po roce 1777 pojmenováno Makijivka. Zásadní význam pro Makijivku měl v polovině 19. století objev zdejších ložisek kamenného uhlí a v roce 1859 otevření prvního černouhelného dolu. Objevy železné rudy vedly roku 1892 k otevření metalurgického závodu Union.

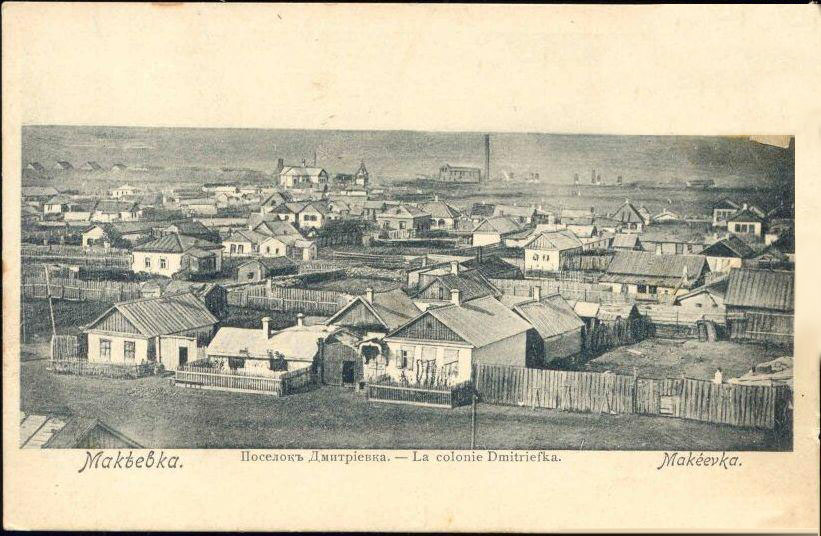
Dmytrijivka kolem roku 1900

Na přelomu 19. a 20. století již byla Makijevka průmyslovým a obchodním centrem regionu. V letech 1917-1919 zde probíhaly tvrdé boje o moc mezi kozáky, bělogvardějci vedenými generálem Děnikinem a Rudou armádou.

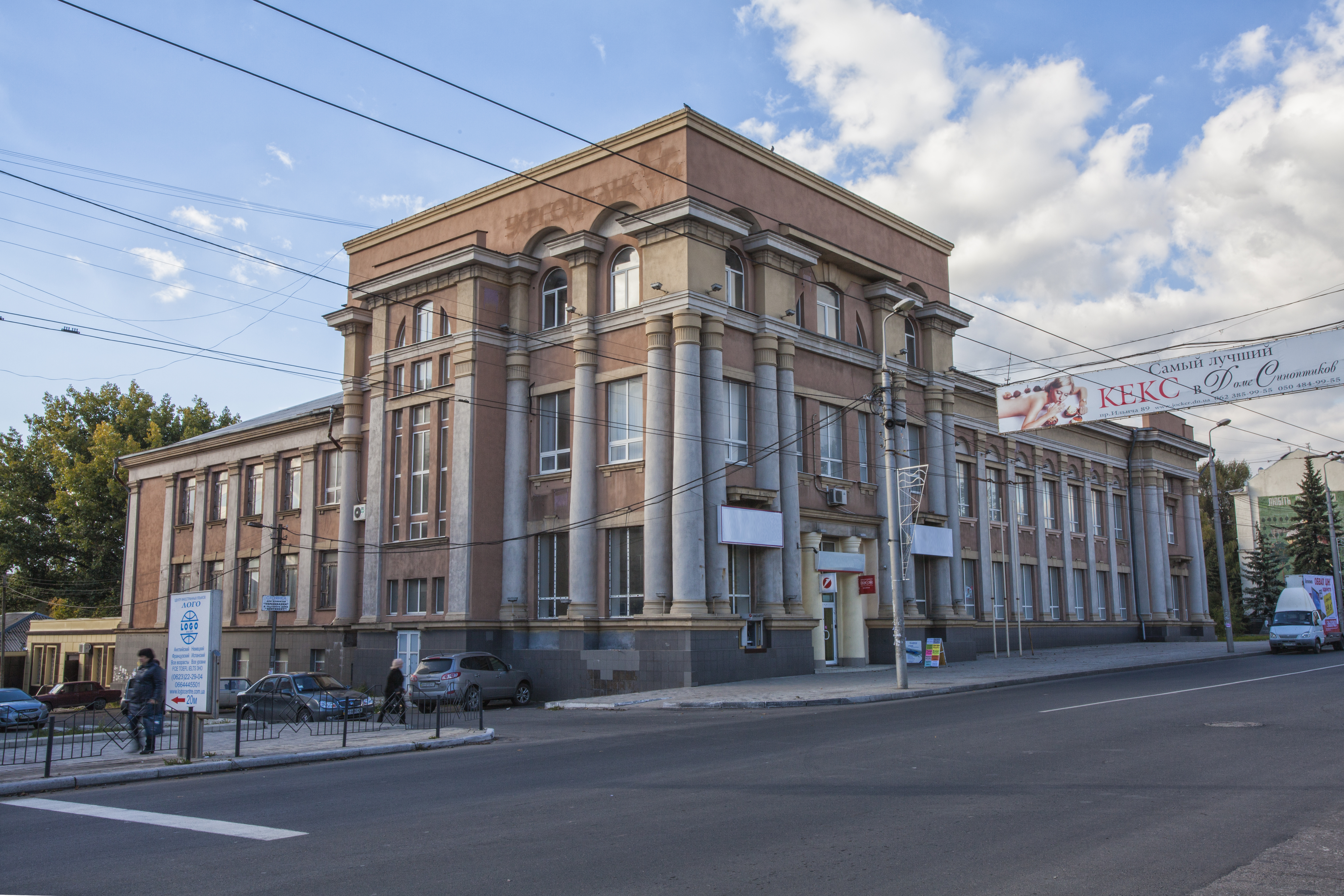
Budova banky

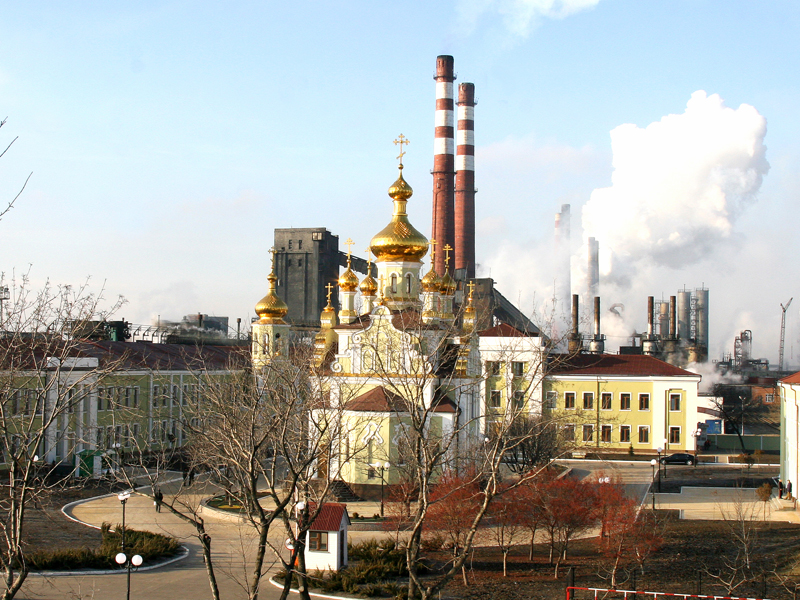
Kostel sv. Varvary a koksovna uhlí

Městem byla Makijivka prohlášena roku 1925, kdy také začala výstavba monumentálních veřejných budov (banka, kulturní dům, nemocnice). S uhelnými doly postupujícími do městské zástavby, musely být mnohé domy zbourány. Do roku 1931 se město jmenovalo Dmytrijivsk, Dmytrijivskij, nebo Dmytriivske (ukrajinsky  Дмитріївський, Дмитріївськ, Дмитріївське) (rusky Dmitrijevsk, Dmitrijevskij, Dmitrijevskoje). Výstavba bloků obytných domů se datuje od 50. let 20. století. Od roku 1991 bylo město součástí samostatné Ukrajiny. Po převratu ze 7. dubna 2014 bylo připojeno k separatistické Doněcké lidové republice.
Během oslavy Nového roku 2023, kterou zde jednotka ruské armády, složená z branců ze Saratovské a Samarské oblasti, slavila v místní škole, budovu zasáhly a zdemolovaly ukrajinské rakety, vypálené ze salvového raketometu M142 HIMARS. Podle ukrajinských zdrojů zemřelo na 400 vojáků a tři stovky byly raněny nebo jsou dosud pohřešovány. Jde tak pravděpodobně o největší jednorázovou ruskou ztrátu na životech během války od pokusu překročit řeku Severní Doněc, při němž v květnu 2022 zemřelo přes 400 vojáků.

## Obyvatelstvo
Po Doněcku a Mariupolu je Makijivka třetím největším městem oblasti: v současné době zde žije přes 333 000 obyvatel, jejich počet kvůli ekonomické recesi klesá (v 80. letech 20. století přesahoval 400 000). Rusové tvoří 51 % obyvatelstva, Ukrajinci 45 %, dále zde žijí Tataři, Bělorusové, Řekové a další. 85 % obyvatel hovoří rusky, zbytek pak zejména ukrajinsky.

## Hospodářství a doprava
Makijivka je centrem těžkého průmyslu, metalurgie a těžby uhlí. Ve městě je provozována trolejbusová doprava (od r. 1969; viz článek). Tramvajová doprava, zavedená roku 1925 jako první na Donbasu, byla zrušena roku 2006 (článek).

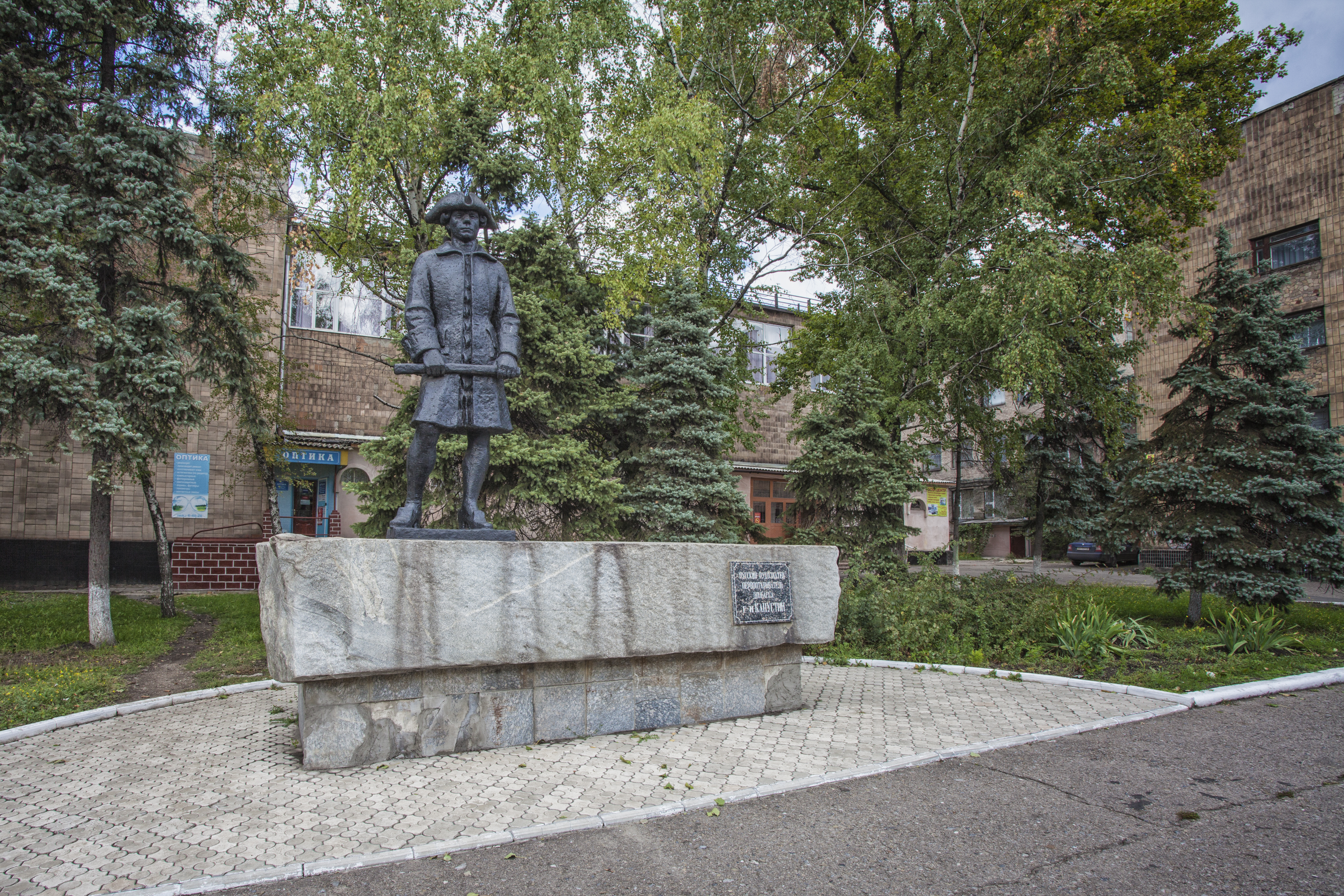
Pomník Grigorije Kapustina

## Osobnosti
- Zachar Jefimenko (* 1985) – ukrajinský šachový velmistr
- Grigorij Grigorjevič Kapustin (* 1680 Danilov– kolem 1750) - ruský geolog, prospektor a znalec rud, objevitel rudných ložisek Donbasu
- Pavlo Kyrylenko (* 1986) – ukrajinský právník a politik
- Marija Rjemjeňová (* 1987) – ukrajinská sprinterka
- Olga Savčuková (* 1987) – ukrajinská tenistka
- Vladlen Tatarskij (1982–2023) – bankovní lupič a vojenský bloger